# Обект а
Обект а (на френски: Objet petit a) е термин от психоаналитичната теория на Жак Лакан. Той не е обект от света и може да бъде идентифициран само под формата на отделни неща като сучене, обект на дефекацията (изпражнения), гласа и погледа. През 1957 в своите "Seminar Les formations de l'inconscient", Лакан представя концепцията за обект а като въображаем частичен обект, елемент, който е представен като отделен от останалата част от тялото.